# Carl Stamitz
Carl Stamitz (tjeckiska: Karel Stamic), född 7 maj 1745 i Mannheim, död 9 november 1801 i Jena, var en tysk kompositör och violinvirtuos. Han var en ledande företrädare i den andra generationen i den så kallade Mannheimskolan. 
Carl Stamitz, som delvis var av tjeckisk härkomst, var äldste son till Johann Stamitz, violinist och konsertmästare i Mannheim, som hade en av Europas största och bästa orkestrar. Som pojke fick han de första lektionerna i violinspel och komposition av sin far. Efter faderns för tidiga död fick Carl Stamitz vidare lektioner av efterträdaren Christian Cannabich. Hovkapellmästaren Ignaz Holzbauer och hovkompositören Franz Xaver Richter hade också del i utbildningen. Vid sjutton års ålder blev han anställd i hovkapellet, en position han behöll till 1770 då han påbörjade ett vagabondliknande liv som, med vissa avbrott, fortgick i tjugofem år och tog honom över hela Europa. År 1770 reste Stamitz till Paris där han tog tjänst som hovkompositör hos hertigen av Noailles. Han framträdde också vid Concerts Spirituels, ibland med sin bror Anton, som förmodligen hade varit reskamrat till Paris. Med Paris som bas gjorde han under 1770-talet ett flertal konsertturnéer i Tyskland. 1775 reste han så långt som till Sankt Petersburg. 1777 bodde han ett tag i Strasbourg hos sin fars gamle vän Franz Xaver Richter som var musikdirektör där. 1777 och 1778 hade han framgångar i London tillsammans med andra tyska musiker som Karl Friedrich Abel och Johann Christian Bach. Han fortsatte med ett rastlöst turnerande genom åren till bl.a. Nederländerna, Tyskland och Tjeckien innan han 1793 gav sig ut på en sista resa längs Rhen som avslutades i den gamla hemstaden Mannheim. Någon gång under vintern 1794–1795 flyttade han med sin familj till Jena där han blev kvar de sista åren.

## Verk i urval
- 1 violakonsert i D-dur, Op.1
- 1 oboekvartett i D-dur, Op.8
- 6 stråkkvartetter, Op.14
- 12 stråktrios, Op.16
- 6 duos för violin och cello, Op.19
- 19 duos för violin och viola
- 1 violinduo
- 50 symfonier
- 38 sinfonia concertantes
- 11 klarinettkonserter
- 4 cellokonserter
- 15 violinkonserter
- 1 oboekonsert
- 3 hornkonserter (försvunna)
- 7 flöjtkonserter
- 1 bassetthornkonsert
- 7 fagottkonserter